# Basic Instinct – iskallt begär
Basic Instinct – iskallt begär (originaltitel: Basic Instinct) är en amerikansk film från 1992, i regi av Paul Verhoeven och med Michael Douglas och Sharon Stone i huvudrollerna.

## Handling
Kriminalpolisen Nick Curran (Michael Douglas) vid polisen i San Francisco är åter i tjänst efter att av misstag dödat två turister vid en insats eftersom han var hög på kokain. Internutredningen pågår fortfarande och Curran måste regelbundet träffa polisens psykolog, hans förra flickvän Beth Garner.
Nattklubbsägaren och förre rockstjärnan Johnny Boz har hittats mördad, naken och bunden, i sin säng. Uppenbarligen har han mördats med en ishacka med någon som denne haft samlag med. Den siste som såg honom i livet var hans flickvän Catherine Tramell (Sharon Stone), som gick från Boz' nattklubb sent natten innan.
När Curran och hans partner Gus Moran åker hem till Tramells hus i stadsdelen Pacific Heights träffar de hennes flickvän Roxy som hävdar att Tramell är oskyldig. Catherine Tramell är ute i sitt hus i Stinson Beach vid Stilla havet. Tramell förklarar att hon och Johnny Boz lämnade klubben tillsammans men att var och en gick hem till sig.
På stationen visar det sig att Tramell är en finansiellt oberoende deckarförfattare och att hennes förra bok handlade om en rockstjärna som mördas av sin flickvän med en ishacka. Någon kan ha läst boken och sedan kopierat händelserna där eller också är Tramell mördaren och använder boken som alibi. Curran och Moran hämtar Tramell i hennes hus för att hon ska kunna frågas ut på stationen. I bilen och i förhöret verkar hon väldigt intresserad av Curran och berättar om den bok hon håller på att skriva: om en kriminalpolis som förälskar sig i fel kvinna. I förhöret berättar hon att hon inte hade något förhållande med Johnny Boz utan att de bara hade sex. De träffades när hon höll på att skriva boken om rockstjärnan som mördades. Hon går också med på att prövas av en lögndetektor, ett prov som hon klarar.
Efter jobbet träffas några av kriminalarna på en bar. Chefen för internutredningen, Nilsen, retar Curran för hans alkoholproblem och hans sätt att skjuta ned oskyldiga. "The Shooter" kallar han honom. Curran går hem med Beth Garner där han mer eller mindre våldtar henne. Efteråt berättar hon att hon träffade Catherine Tremell när hon studerade på Berkeley.
Utredningen går nu vidare med att kolla upp Catherine Tramell, hennes bakgrund och vilka hon träffar. Det visar sig att hennes handledare under universitetstiden mördades och att hon nu umgås med en mörderska. Curran åker hem till Tramell och frågar om hennes umgänge. Hon i sin tur visar sig ha stora kunskaper om internutredningen om honom. På sitt arbetsbord har hon tidningsurklipp om honom och händelsen där han sköt ihjäl två personer. Plötsligt dyker Roxy upp och Curran går när de två kysser varandra.
Curran misstänker att det är chefen för internutredningen, Nilsen, som sålt utredningen om honom till Tramell. På stationen blir det slagsmål innan Curran åker hem och dricker whiskey. Beth Garner kommer dit en stund och berättar att hon egentligen fortfarande gillar honom. Nilsen tvingade henne att ge honom internutredningen, annars skulle han rekommendera att Curran fick sparken omedelbart. Efter att hon gått somnar han men blir väckt några timmar senare av telefonen: Nilsen har mördats.
Curran misstänker att Tramell mördade Nilsen. Utredningen visar att hennes föräldrar omkom i en märklig båtolycka, men Curran har nu tvingats ta tjänstledigt. När han kommer hem sitter Tramell utanför hans port och väntar på honom. De dricker Jack Daniel's och hon ger honom sin första roman, The First Time, om en liten pojke som mördar sina föräldrar i vad som ser ut som en flygplansolycka.
Senare på kvällen träffas de på en dansklubb och sedan åker de hem till henne och har sex. När han kommer tillbaka till stan träffar han Gus på en nattklubb. Gus blir full och han hjälper honom ut till bilen. När Gus har åkt håller Curran på att bli överkörd av en svart sportbil. Det blir en biljakt genom San Francisco som slutar med att den svarta bilen störtar utför en bro. Bakom ratten sitter Roxy som omkommer.
När Curran kommer hem till Tramell gråter hon och säger att hon inte begrep hur svartsjuk Roxy hade blivit. Hon tror inte att det var Roxy som mördade Johnny Boz och berättar om en tjej som trakasserade henne när hon pluggade på universitetet, Liza Oberman. I Berkeleys studentregister finns dock ingen tidigare student som heter Liza Oberman. Men i körkortsregistret hittar han Liza Hoberman, identisk med polispsykologen Beth Garner.
Beth Garner förnekar förstås att hon är inblandad. Hon ville inte säga något eftersom hon inte träffat Catherine Tramell sedan 1983 och att det var Beth Garner som blev trakasserad av Tramell, inte tvärtom. Tramell berättar då att hon polisanmälde Lisa Hoberman men när Curran kollar arkivet visar det sig att anmälan har plockats ut av Nilsen. Beth Garners förre make Joseph Garner mördades för ett par år sedan och mordet klarades aldrig upp. När han kontaktar polisen i Salinas visar det sig att Nilsen har varit där före honom och ställt frågor.
Tramell har skrivit klart sin bok, The Shooter. Hon är inte längre intresserad av honom, nu har hon fått vad hon vill ha. Gus har fått upp ett spår, en tidigare klasskamrat till både Tramell och Lisa Hoberman har hört av sig. Curran, dyster och besviken, väntar i bilen medan han går upp till klasskamratens lägenhet.
Curran inser plötsligt att det verkar lite konstigt och att Gus kan vara i fara. När Gus går ut ur hissen anfalls han av en person som knivskär honom. Curran springer uppför trapporna och på fjärde våningen hittar han Gus döende. Han tar Gus revolver och plötsligt kommer Beth Garner runt ett hörn. Hon säger att hon fick ett meddelande från Gus på telefonsvararen att möta honom där. Curran skriker åt henne att ta upp handen ur fickan. Istället tar hon ett steg framåt och han skjuter henne. Hon ramlar på en gång och hennes sista ord blir "I love you". I hennes ficka finns bara en nyckelring.
När kriminalpolisen kommer dit hittar de en blond peruk och en ishacka. I hennes lägenhet hittar de ett skjutvapen, Tramells böcker och tidningsurklipp om henne. Vapnet de hittade är samma vapen som dödade Nilsen.
När Curran möter Tramell är hon upprörd: alla hon har älskat dödas under hemska omständigheter så kan hon tillåta sig att älska Curran? De två har ännu en gång sex hemma hos henne. Kameran flyttar sig från sängen till ett objekt som ligger under sängen: en ishacka.

## Rollista

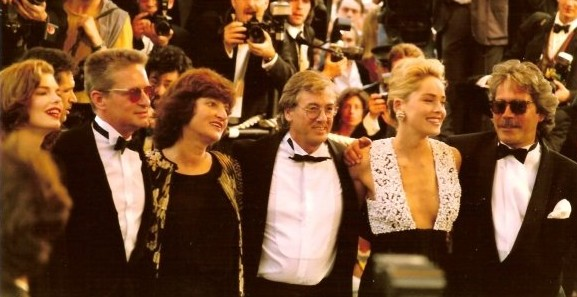
Huvudpersonerna bakom filmen vid 1992 års filmfestival i Cannes, från vänster: Jeanne Tripplehorn, Michael Douglas, Martine Tours (Verhoevens fru), Paul Verhoeven (regi), Sharon Stone, Mario Kassar (producent).

| Michael Douglas    | – detektiv Nick Curran |
| Sharon Stone       | – Catherine Tramell    |
| Jeanne Tripplehorn | – doktor Beth Garner   |
| George Dzundza     | – Gus                  |
| Leilani Sarelle    | – Roxy                 |
| Bruce A. Young     | – Andrews              |
| Chelcie Ross       | – Talcott              |
| Dorothy Malone     | – Hazel Dobkins        |
| Wayne Knight       | – John Correli         |
| Daniel von Bargen  | – Marty Nilsen         |
| Stephen Tobolowsky | – doktor Lamott        |
| Jack McGee         | – Sheriff              |
| Ashlyn Gere        | – Johnny Bozs mördare  |

## Om produktionen
Carolco Pictures köpte rättigheterna till manuset av Joe Eszterhas för $3 miljoner, vilket var det då högsta priset som betalats för ett manus.
När filmen var planerad att börja spelas in i januari 1991 fanns ännu ingen påskriven kvinnlig skådespelare för rollen som Catherine Tramell. Bland de som föreslagits fanns Michelle Pfeiffer, Julia Roberts, Melanie Griffith, Geena Davis och Mariel Hemingway, men flera av dessa uppgavs ha tackat nej till rollen främst för att manuset ansågs vara för misogynt. Regissören Paul Verhoeven föreslog den då mindre kända skådespelerskan Sharon Stone, som Verhoeven tidigare hade arbetat med i Total Recall.
Inspelningen påbörjades 5 april 1991 och under 5 veckor spelades filmen in på olika platser i och kring San Francisco.

## Mottagande
Filmen var en kommersiell framgång, men hade blandade recensioner.
En del kritiker har sett likheter mellan denna film och Hitchcocks Studie i brott, främst musiken men också en biljakt och spiraltrappan hemma hos Curran.
På Oscarsgalan 1993 var Basic Instinct nominerad för bästa filmmusik (Jerry Goldsmith) och bästa klippning (Frank J. Urioste). På Golden Globe-galan 1993 var den nominerad för Bästa kvinnliga huvudroll – drama (Sharon Stone) och Bästa filmmusik (Goldsmith). På MTV Movie Awards 1993 vann Stone för rollen som Catherine Tramell både "Bästa kvinnliga prestation" och "Mest åtråvärda kvinna".

## Eftermäle
En uppföljare, Basic Instinct 2, gick upp på biograferna 2006.